# Abces dentar
Un abces dentar este o colecție localizată de puroi în jurul unui dinte. Cel mai frecvent tip de abces dentar este un abces periapical, iar al doilea cel mai frecvent este un abces parodontal. Într-un abces periapical, de obicei originea este o infecție bacteriană care s-a acumulat în pulpa moale, adesea moartă, a dintelui. Acest lucru poate fi cauzat de cariile dentare, dinții degradați ori deteriorați, de traumatisme sau de boli parodontale extinse (parodontite sau de combinațiile acestor factori). Un eșec al tratamentului de canal radicular poate crea, de asemenea, un abces similar.
Un abces dentar este un tip de infecție odontogenă, deși, în mod uzual, ultimul termen se aplică unei infecții care s-a răspândit în afara regiunii locale în jurul dintelui cauzativ.